# ユルドゥルム・アクブルト
ユルドゥルム・アクブルト（トルコ語：Yıldırım Akbulut、1935年9月2日 - 2021年4月14日）は、トルコ共和国の政治家。同国首相（1989年11月9日 - 1991年6月23日）、国会議長（1987年12月24日 - 1989年11月9日、1999年5月20日 - 2000年9月30日）を務めた。

## 生涯
1935年に東アナトリアのエルズィンジャン生まれ。イスタンブール大学法学部を卒業後、弁護士となった。
1983年の総選挙でエルズィンジャン選挙区に祖国党から立候補し、国会議員に当選した。1983年の第1次トゥルグト・オザル内閣では内相、1987年から1989年まで国会議長を務めた。1989年に大統領に選出されたオザルの後を受けて首相に就任。
1991年の祖国党党大会での党首選挙で外相のメスト・ユルマズに敗れ、首相を辞任。その後、1999年に再度国会議長に選出され、2000年まで務めた。
2020年11月に心臓病のため入院。
2021年4月14日に死去。85歳没。